# Ciemność rusza do boju
Ciemność rusza do boju – film z 2007 roku, będący adaptacją pierwszej z pięciu części powieści Susan Cooper.

## Fabuła
Młody Will dowiaduje się, że jest ostatnim z rasy wojowników od wieków walczących z ciemnością. Przemieszczając się w czasie odkrywa wskazówki wiodące go do ostatniego starcia z siłami ciemności. Los świata spoczywa w rękach Willa.